# Пумбедита
Пумбедита (на арамейски: פומבדיתא‎‎) е древен град във Вавилония, разположен близо до днешния иракски град Фалуджа.
През Късната Античност в града има голяма еврейска общност и той е известен с талмудическата академия, в която, наред с тази в Сура, е съставен Вавилонския Талмуд.